# Męczennicy z Aubenas
Męczennicy z Aubenas – dwaj francuscy misjonarze, którzy ponieśli śmierć męczeńską za wiarę w dniu 7 lutego 1593 roku.
- Jakub Salès (Jacques) ur. 21 marca 1556 w Lezoux. Kapłan i profesor Towarzystwa Jezusowego[1].
- Wilhelm Saultemouche ur. w 1557 w Saint-Germain-I'Herm. Koadiutor z Towarzystwa Jezusowego[2].

## Beatyfikacja
Beatyfikacji męczenników dokonał Pius XI w dniu 6 czerwca 1926 roku.